# Maybach

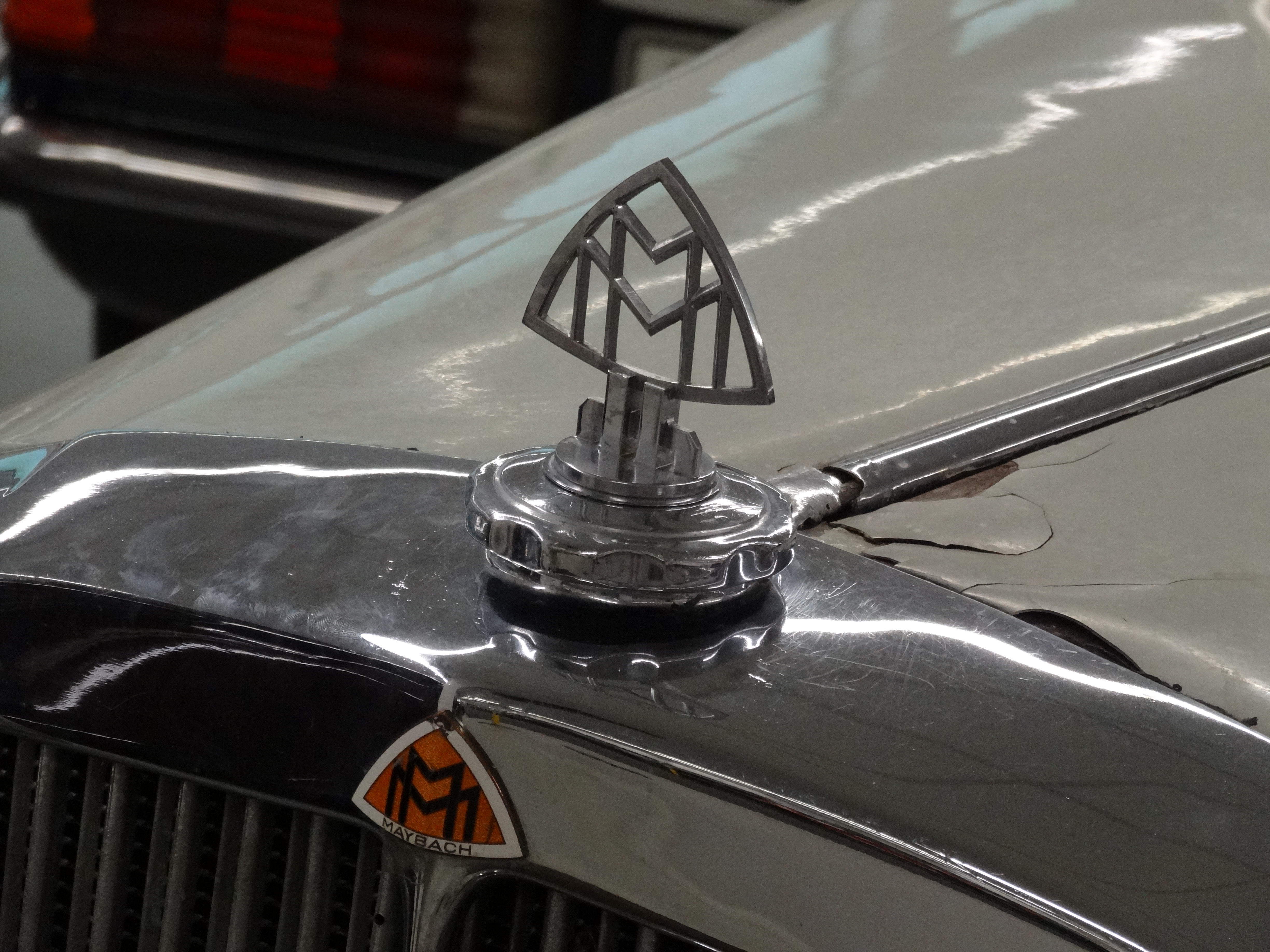
Maybach embleem

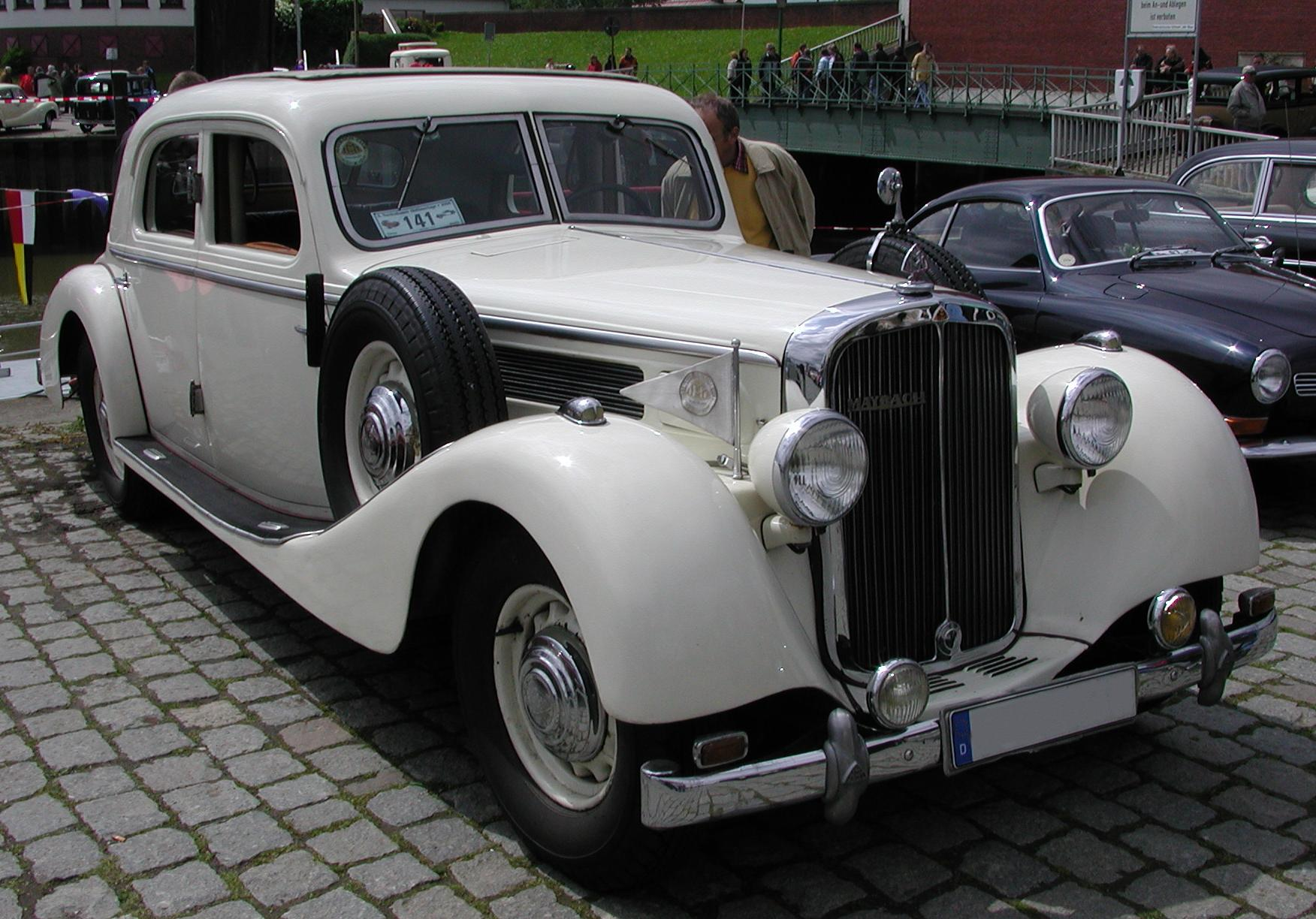
Maybach SW 42, 1939

Maybach is een Duitse fabrikant, vooral bekend als automerk, maar daarnaast ook producent van (diesel)motoren voor zeppelins, treinen, onderzeeboten en tanks.

## Geschiedenis

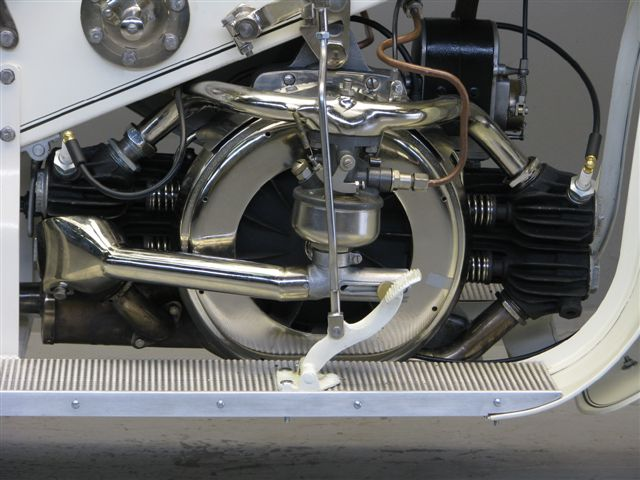
Maybach 955 cc zijklep- boxermotor ingebouwd in een Mars motorfiets uit 1921

De oorsprong van Maybach ligt in 1909, toen Wilhelm Maybach en Ferdinand Graf von Zeppelin een fabriek oprichtten voor motoren. Dit bedrijf, Luftfahrzeug-Motorenbau GmbH, produceerde motoren voor zeppelins, onder de technische leiding van Karl Maybach (zoon van Wilhelm).
Na de Eerste Wereldoorlog was het Duitse bedrijven door het Verdrag van Versailles niet toegestaan om luchtschepen te produceren. Het bedrijf werd omgedoopt naar Maybach-Motorenbau GmbH en ging zich toeleggen op de productie van auto's. In de jaren 20 en 30 van de vorige eeuw werden voornamelijk zeer luxueuze limousines gebouwd, waaronder de Maybach Zeppelin, met een twaalfcilindermotor.
Maybach heeft ook dieselmotoren geproduceerd voor treinen, onderzeeboten en tanks. Van 1934 tot 1941 zijn dieselmotoren ook aan de NS geleverd, die toegepast zijn in de DE3 Mat '34 en de dieselvijf Mat '40. Aan het begin van de Tweede Wereldoorlog moest Maybach motoren produceren voor tanks (onder andere de Panzerkampfwagen IV en de Tiger II en onderzeeboten, de productie van auto's kwam in 1941 stil te liggen. Na de oorlog werd het bedrijf nieuw leven ingeblazen, maar dan als reparatiebedrijf voor auto's van diverse merken. Karl Maybach vertrok naar Frankrijk, waar hij een 1000 pk motor ontwierp in opdracht van de Franse regering.
In 1960 werd Maybach gekocht door Daimler-Benz en bouwde sindsdien speciale versies van Mercedes-Benz auto's. Pas in 1997 werd weer een automodel onder de naam Maybach gepresenteerd.

## Nieuwe reeks Maybach-modellen

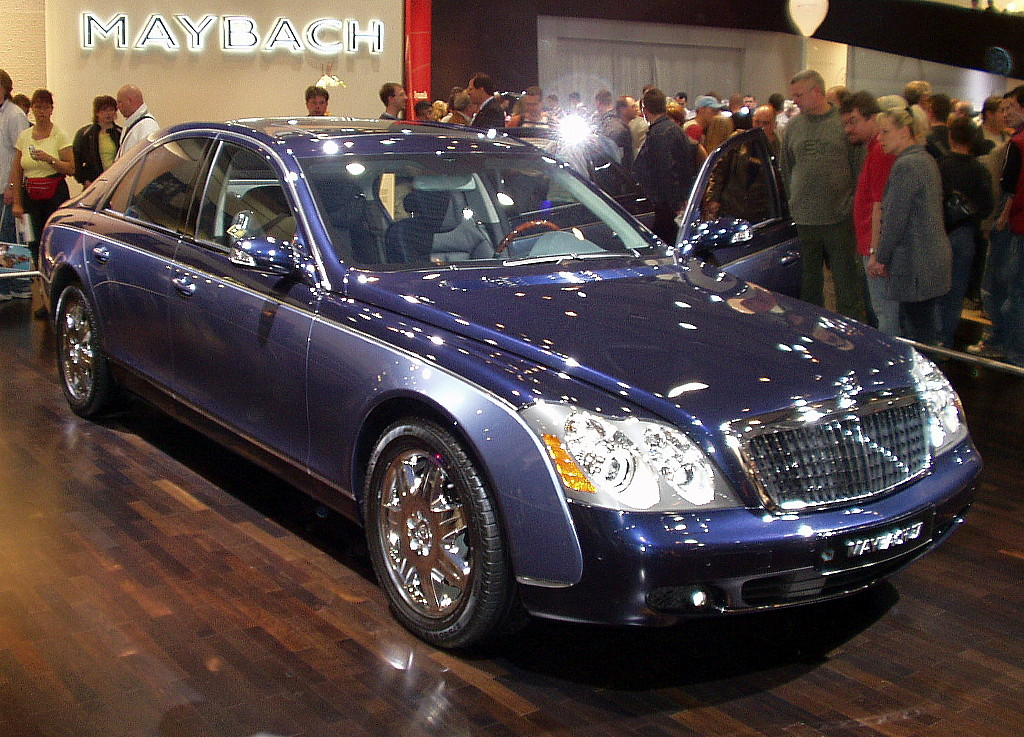
Maybach 57

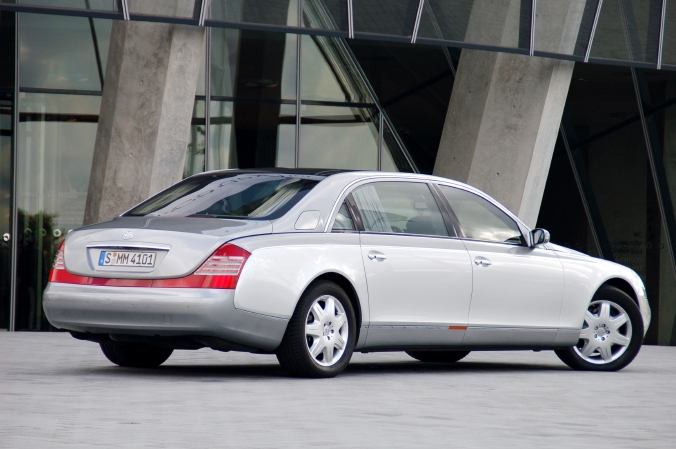
Maybach 62

In 2002 kwam een tweetal nieuwe modellen in productie, de Maybach 57 en de Maybach 62. In 2005 werd op de IAA ook nog de 57 S geïntroduceerd. Deze auto's werden in de Daimlerfabriek in Sindelfingen geproduceerd, waarbij veel techniek wordt gebruikt van zustermerk Mercedes-Benz. Deze auto's zijn bijzonder luxueus en exclusief. Het model verwijst naar het aantal decimeters in lengte.
De Maybach 57 kwam in de standaarduitvoering met een 5,5 liter twaalfcilindermotor met 550 pk.
De luxere Maybach 62 had dezelfde motor. Ondanks het behoorlijke gewicht van 2800 kilo sprint deze auto in 5,5 seconden van 0–100 km/uur.
Sinds januari 2007 was er ook een Maybach 62S. De Maybach 62S heeft een biturbo-V12 van Mercedes-Benz, die 1.000 Nm levert tussen 2.000 en 4.000 o/m. Deze motor zorgt ervoor dat de auto accelereert van 0–100 km/h in 5,2 seconden, en is elektronisch begrensd bij 250 km/h.
Op basis van de Maybach 62S werd dan de Maybach 62S Landaulet gemaakt. Hiervan werden twintig stuks gebouwd.

## Modellen
- Maybach 57
- Maybach 57S
- Maybach 62
- Maybach 62S
- Maybach 62S Landaulet

## Einde Maybach, verder als Mercedes-Maybach
In november 2011 kondigde Daimler aan binnen twee jaar te zullen stoppen met de productie van Maybach en eind 2013 werd de allerlaatste Maybach geproduceerd.
Toch werd Maybach niet volledig afgeschreven. Mercedes-Benz presenteerde in november 2014 de Mercedes-Maybach S-Klasse. Dat model is een afgeleide van de Mercedes-Benz S-Klasse (W222) en rust op een verlengde wielbasis. In totaal werd 20 cm extra toegevoegd.
Mercedes-Benz voorziet voor de Mercedes-Maybach twee versies; een S500 met een V8 die 455 pk en 700 Nm koppel vrijgeeft en een S600 die 530 pk en 830 Nm uit een V12-blok perst. Diezelfde motoren zijn overigens ook te vinden in de gewone S-Klasse.